# 德干高原
德干高原（英語：Deccan Plateau）是一個面積達422,000平方公里（163,000平方英里）的廣闊高原，佔據印度次大陸的很大部分。它北起薩特布拉山脈和溫迪亞山脈，南至坦米爾那都邦的北部邊緣。其東西兩側分別以西高止山脈和東高止山脈為界，將該地區與西海岸平原和東海岸平原分隔開來。德干高原涵蓋印度的馬哈拉什特拉邦、卡納塔卡邦、泰倫加納邦和安德拉邦的大部分地區（不包括沿海區域），以及坦米爾那都邦和喀拉拉邦的一小部分。
這個高原的地形多為岩石構造，平均海拔約600公尺（2,000英尺）。它又細分為馬哈拉什特拉高原（Maharashtra Plateau）、卡納塔卡高原（Karnataka Plateau）以及拉亞拉西馬和泰倫加納高原（Rayalaseema & Telangana Plateau）。西北部的德干暗色岩是在白堊紀末期（約6,600萬年前）發生的大規模火山爆發後，由多次玄武岩熔岩流形成的多層火成岩結構。其下方的基岩則是由前寒武紀時期和岡瓦納大陸形成期間的花崗岩和沉積岩組成。
這個區域構成印度主要的水資源匯集地之一，許多常年河流系統，例如戈達瓦里河、克里希納河和高韋里河發源於西高止山脈，流經此地。高原地勢從西向東緩緩傾斜，使得大多數主要河流都向東，流入孟加拉灣。由於西高止山脈阻擋帶來雨水的季風，導致高原地區比沿海地區乾燥，屬於半乾旱氣候。
德干高原地區在印度歷史上曾受到多個王朝統治，例如帕拉瓦王朝、朱羅王朝、潘地亞王朝、百乘王朝、遮婁其王朝、羅濕陀羅拘陀王朝、曷薩拉王朝、卡達姆巴王朝、卡卡提亞王朝和西恆伽王朝。高原的南部在後來的中古時期由毗奢耶那伽羅帝國統治，北部則由巴赫曼尼蘇丹國及其繼承者德干蘇丹國統治。之後，這裡先後成為邁索爾王國、馬拉塔帝國和海德拉巴土邦的領土。此地在1947年印度宣佈獨立之前曾被大英帝國統治近兩個世紀。印度根據1956年邦界重劃法，主要依據所在居民使用的語言而進行重畫各一級行政區（邦，或是聯邦屬地）之間的界線。

## 名稱來源
"Deccan"這個名稱是普拉克里特諸語言"dakkhaṇa"的英語化版本，而"dakkhaṇa"則源自"梵語"的"dakṣiṇa"，意為"南方"。

## 歷史
依據放射性碳定年法顯示該地區與新石器時代文化相關的灰燼堆，年代可追溯至公元前8000年。鐵器技術大約在公元前1000年初傳播到此地，然而地質證據並未顯示當地在鐵器時代之前存有發展完備的青銅時代。當地至少自公元前1世紀以來就已與絲綢之路相連，並參與和地中海和東亞地區之間的貿易。

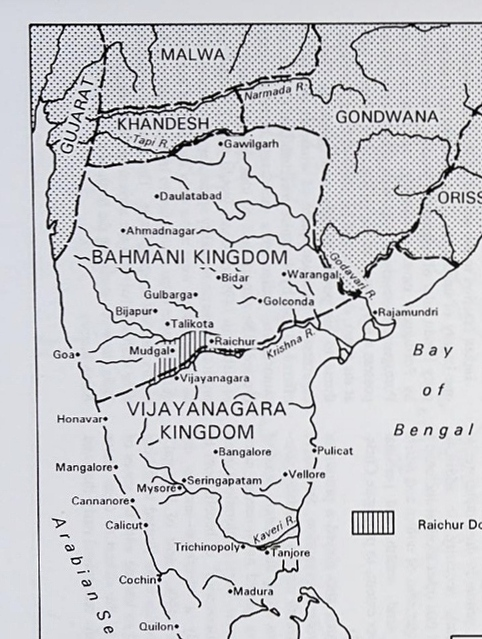
公元14世紀的德干地區地圖。

建都於馬杜賴的潘地亞王朝、建都於坦賈武爾的朱羅王朝、建都於科澤科德的扎莫林王朝、建都於阿馬拉瓦蒂的百乘王朝、建都於甘吉布勒姆的帕拉瓦王朝、建都於巴納瓦西的卡達姆巴王朝、建都於戈拉爾的西恆伽王朝、建都於曼亞凱塔的羅濕陀羅拘陀王朝、建都於巴達米的遮婁其王朝、建都於貝魯爾的曷薩拉王朝以及建都於瓦朗加爾的卡卡提亞王朝等在公元前6世紀到公元14世紀期間在此地建立政權。毗奢耶那伽羅帝國在中世紀晚期征服過高原地區南部的大部分地區。北部則由巴赫曼尼蘇丹國及其後繼者德干蘇丹國統治。
歐洲人在公元15世紀抵達此地，到18世紀中葉，法國和英國為爭奪此地的軍事控制權而進行長期鬥爭。由希瓦吉所創立的馬拉塔帝國曾在公元18世紀初短暫佔領此地。英國東印度公司在公元18世紀末擊敗土邦邁索爾王國，及在1806年發生的韋洛爾兵變之後開始鞏固其在該地大部分區域的統治。大英帝國於1857年從英國東印度公司手中接管此地的控制權。
此地區在大英帝國殖民統治時期被劃分為馬德拉斯管轄區、孟買管轄區、海德拉巴土邦和邁索爾土邦。該地區在印度獨立運動中曾扮演有重要的角色。該地區的大部分於於印度1947年獨立後，被劃分為四個邦：孟買邦、海德拉巴邦、馬德拉斯邦和邁索爾邦。該國於1950年代根據居民使用的語言重新劃分為幾個邦，建立有安德拉邦、卡納塔卡邦、喀拉拉邦、馬哈拉什特拉邦和坦米爾那都邦。泰倫加納邦則是在2014年由安德拉邦分離而成。

## 地質

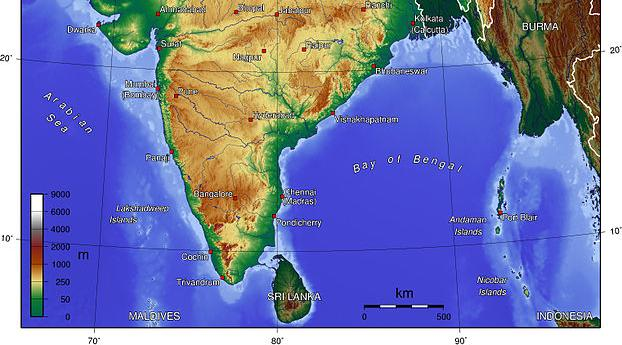
德干高原地區地形圖。

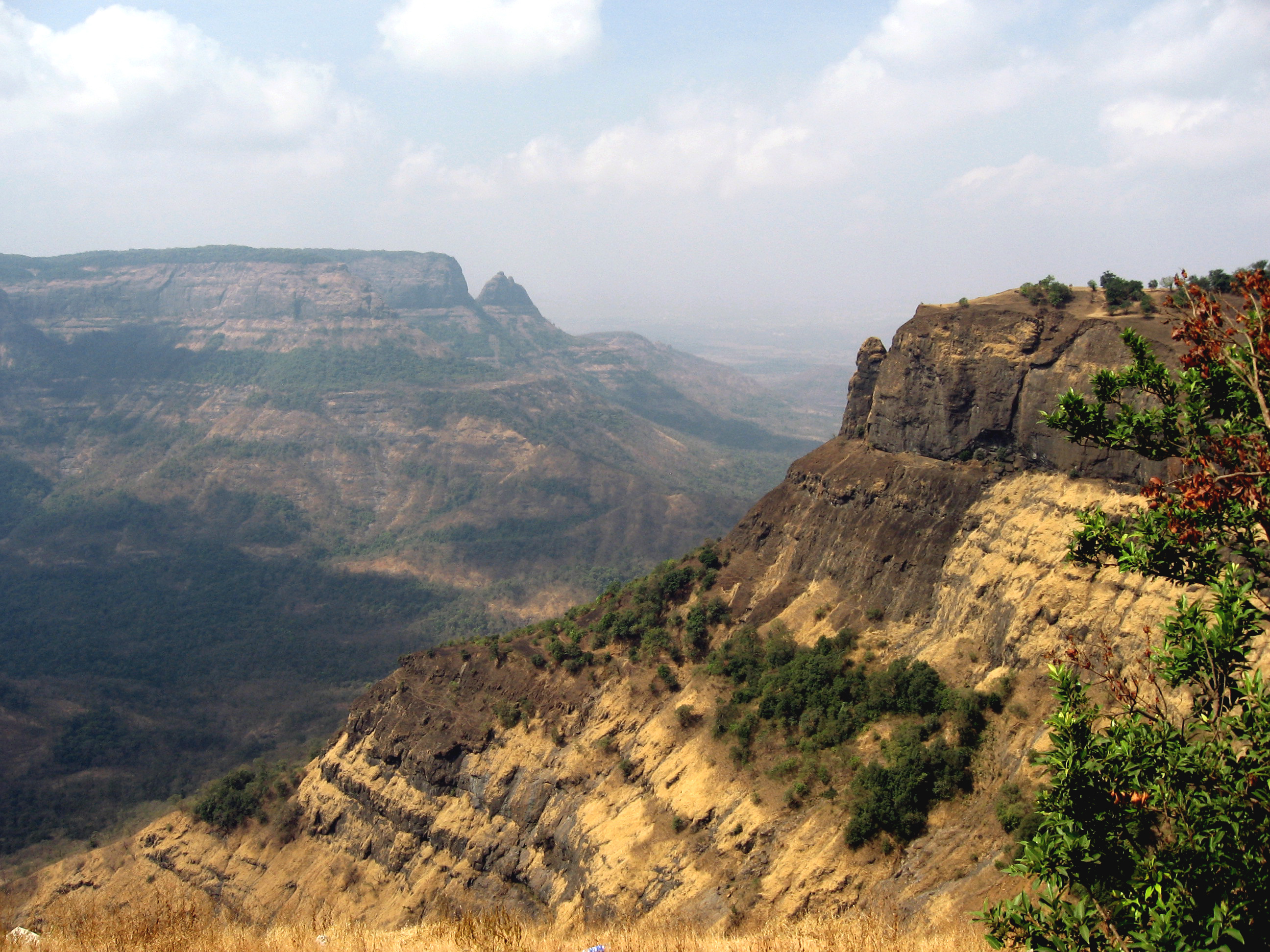
德干暗色岩是白堊紀時期（66百萬年前）由熔岩流形成的地質構造。

德干高原是印度次大陸上最古老且最穩定的地質構造之一。高原以岩石地形為主，平均海拔約600公尺（2,000英尺）。德干暗色岩由多層火成岩組成，厚度超過2公里（1.2英里）。這些岩石是在一次大規模火山爆發後，由地球深處地殼湧出的玄武岩熔岩流沉積而來。
這次爆發事件發生在白堊紀末期（約6600萬年前），是陸地上有記錄以來規模第二大的火山爆發。科學家指出這次火山事件向大氣釋放出大量的火山灰、塵埃和二氧化碳，而阻擋陽光，導致氣溫下降，並引發地球上的重大氣候變化。這次爆發還導致大氣中存在高濃度的硫、氯和其他有毒氣體。研究人員認為這次火山事件可能促成包括部分恐龍在內許多物種的滅絕。
火山沉積岩層覆蓋的面積超過500,000平方公里（190,000平方英里），涵蓋鄰近的中部高地。根據沉積的時間和層次，可分為三個亞群。在這些沉積層之下，是形成於前寒武紀時期和岡瓦納大陸形成時期的花崗岩和沉積岩。印度河-恆河平原位於堅硬的結晶岩之上，這些岩石連接喜馬拉雅山脈地區和德干高原地區。該地區除花崗岩外，部分地區還包含變質岩，例如片麻岩和片岩。
德干高原地區蘊藏有豐富的礦物資源，如鐵礦、煤和雲母。該地區也開採出珍貴和半珍貴的寶石。此地區於21世紀發現有大量的鈾礦。高原存在兩種主要的土壤類型，形成不同的次區域。大部分由火成玄武岩構成的區域是黑土。其中的黏土含量高，能保持水分且耐侵蝕，但在旱季會產生裂縫。西高止山脈東部降雨量較低的片麻岩準平原地區則由貧瘠的紅土構成。

## 地理

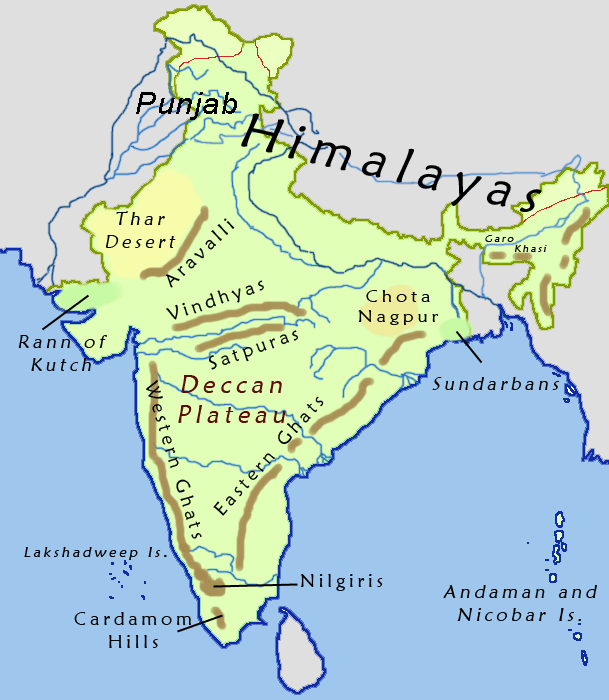
顯示印度各區域的地圖，德干高原被周圍的山脈所環繞。

歷史學家在不同時期對"德干"這個字眼有不同的用法。來自波斯並定居與德干當地的歷史學家菲里什塔（生1570年，卒1611年）、印度學者R.G·班達卡（1920年）和美國歷史學者理查·伊頓（2005年）根據居民使用的語言來界定此地。印度官員及學者潘尼迦（1969年）則將其定義為溫迪亞山脈以南的整個印度半島。美國歷史學者斯圖爾特·戈登（1998年）指出"德干"是一個"關係性詞彙" - 歷史上德干的北方邊界從達普蒂河到戈達瓦里河不等，取決於北方帝國的南部邊界，並用於指代印度"北方王國南部邊界以南的地區"。
地理學家曾使用各種自然地理特徵和指標（如降水量、植被或土壤類型）來界定德干地區的範圍。根據較廣泛的地理定義，該地區包括北回歸線以南的半島台地，北部以溫迪亞山脈-薩特浦拉山脈為界。德干高原是一個面積達422,000平方公里（163,000平方英里）的廣闊高原，佔據印度次大陸的大部分地區。它的形狀像一個倒三角形，上邊界位於溫迪亞山脈-薩特浦拉山脈附近的訥爾默達河流域，下邊界則位於南部坦米爾那都邦的北部邊緣。
該地區兩側以西高止山脈和東高止山脈為界，這兩大山脈分別將德干高原與西海岸平原和東海岸平原分隔開。德干高原涵蓋馬哈拉什特拉邦、泰倫加納邦、卡納塔卡邦和安德拉邦（不包括沿海地區）的大部分，以及坦米爾那都邦和喀拉拉邦的一小部分。高原的西側地勢較高，並向東緩緩傾斜。它又被細分為馬哈拉施特拉高原、卡納塔卡高原和泰倫加納高原。

### 水文與氣候

印度不同區域平均降雨量圖，顯示高原內部有降雨量較低的區域。

德干高原是印度重要的水資源匯集地之一，有許多常年河流發源於此。發源於西高止山脈的主要河流系統有戈達瓦里河、高韋里河和克里希納河。由於地勢從西向東傾斜較大，大多數河流都向東流向孟加拉灣，只有較小的溪流向西方流動。這些溪流和河流在此地區形成眾多瀑布。河流上多處建有水壩，大型水庫遍布，以供水力發電和灌溉用途。
此地區北部大部分為半乾旱氣候，其餘地區則多為熱帶氣候。四月至五月的夏季乾燥炎熱，最高氣溫經常超過40°C（104°F）。在四月至五月乾燥的夏季，德干高原內部積聚熱量，形成低壓帶而吸引來自海洋的空氣。這些空氣在往東行進過程中，會在阿拉伯海上吸收水分，但受到西高止山脈阻擋。上升的空氣受到冷卻後，在沿西海岸發生地形降水，標誌著當地六月季風季節開始。
當空氣上升到山脈上方時，已散失濕度，導致背風面的德干高原內陸形成雨影區，雨量極少。季風從孟加拉灣由東向西穿越半島，經過東高止山脈，為高原東部地區帶來一些降雨，此地的大部分降雨集中在七月至九月，雨水匯入河流，河流再流入集水區，最終注入孟加拉灣。

### 動植物
由於此地區有多樣的氣候和地理環境，而孕育出豐富的動植物種類。在降雨量較低的地區，灌木叢很常見（參見德干荊棘灌木林），而高原南部則分布著乾燥的落葉林（參見南德干高原乾旱落葉林}}）。該地區的林地比喜馬拉雅山脈更古老。高原中部覆蓋由哈德威基亞、柚木、大葉合歡、軸木、齒葉乳香樹和兒茶等樹木形成的林地。此地棲息有大量的瀕危孟加拉虎和印度象。在此地的其他哺乳動物有印度野牛、印度黑羚、印度瞪羚、四角羚、河水牛和印度野犬。

## 人口統計

印度人口密度圖，顯示出人口稀少的內陸區域。

該地區最大的語系是達羅毗荼語系，約有73種。說泰盧固語的泰盧固人和說卡納達語的卡納達人是中部地區的主要人口群體。坦米爾人和馬拉亞利人則分布在高原的南端。說馬拉提語（一種印度-雅利安語支）的馬拉地人是高原西北部的主要人口。[英語在該地區的都市地區也受廣泛使用。德干烏爾都語是烏爾都語中的一種地區型方言，由當地穆斯林所使用。此地區石器時代遺址中散落的岩畫，描繪舞蹈和儀式，例如卡納塔卡邦東部的庫普加爾岩刻，顯示當地有史前宗教存在。今日當地的主要宗教是印度教。
此地區的總和生育率低於人口替代水平，因此當地在過去四十年中的人口佔印度總人口的比例有所下降。此地區各邦於過去三十年來的經濟成長率高於全國平均水平。雖然這些邦在一些社會經濟指標上有所改善，但地區內部仍存在顯著的經濟差距。

## 經濟
在降雨量低的地區，往往難以從事農業耕作，需靠建構灌溉設施，此種做法在河谷地區較為可行。農業仍是此地的主要產業。稻米是此地的主食和主要農作物。其他種植的作物有甘蔗、香蕉、棉花、薑黃、小米、豆類和香料。
此地區的大型都市對印度和全球的資訊科技經濟提供甚大的貢獻。設置此類資訊科技產業能刺激當地經濟成長，並吸引外國投資及來自印度其他地區的求職者。例如：
- 邦加羅爾被譽為"印度矽谷"，是印度資訊科技（IT）產業的先驅和最大中心。[84][85][86]此城市2024年的IT產業出口額估計將達到640億美元，佔有印度全國IT產業出口總額的三分之一以上。[87][88]
- 海德拉巴近年來快速發展，被稱為"網路拉巴 (Cyberabad)"。[89][90]截至2013年，該城市貢獻印度資訊科技（IT）和資訊科技啟用服務（IT-enabled services，簡稱ITES。 涵蓋如客戶服務/呼叫中心、後勤辦公室操作、醫療轉錄/編碼等）領域出口額的15%，並佔安德拉邦在此類領域出口額的98%。[91]此外，印度軟體和服務公司全國協會（英语：NASSCOM）的會員總數中，有22%來自此城市。[92]海德拉巴科技城擁有廣泛科技基礎設施，促使許多跨國公司在海德拉巴設立營運據點。[89]截至2010年，海德拉巴生產印度三分之一的散裝藥品和16%的生物科技產品。[93][94]也讓它贏得"印度藥都"和"印度基因谷"的美譽。[95]
- 清奈是印度主要的軟體產業（英语：Software industry）樞紐之一（參見清奈的軟體產業（英语：Software industry in Chennai））。[96]於2000年成立的IT園區Tidel Park（英语：Tidel Park）曾是亞洲最早且規模最大的IT園區之一。[97]在當地設立的經濟特區和政府的推動政策，促進此產業蓬勃成長，吸引外國投資和來自印度其他地區的求職者。[98][99]此城市進入2020年代後，已成為全球主要的軟體即服務（SaaS）供應中心之一，並被譽為"印度SaaS之都"。

製造業和紡織業是此地區另外兩種主要產業。

## 文化

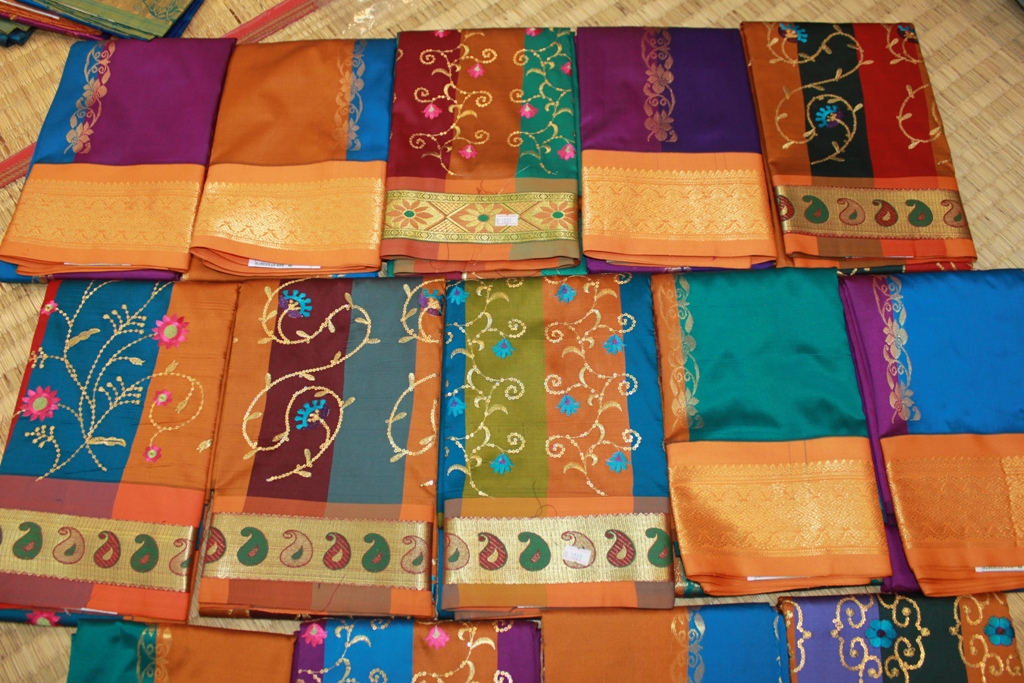
德干高原地區女性所穿著的紗麗。

印度文化部為推廣與保存印度的文化遺產，將此區域劃歸為該國西部和南部區域文化中心的管轄範圍。當地女性傳統上會穿著紗麗，這是一種長度從5碼（4.6公尺）到9碼（8.2公尺）、寬度從2英尺（0.61公尺）到4英尺（1.2公尺）不等的布料，通常纏繞在腰部，一端披在肩上，露出腹部。根據印度哲學，肚臍被視為生命和創造力的源泉。男性則穿著名為托蒂（dhoti）的長袍，這是一塊長4.5公尺（15英尺）的白色長方形未縫合布料，通常邊緣有鮮豔的彩色條紋。它通常纏繞在腰部和腿部，並在腰部打結。在鄉村地區，色彩鮮豔、帶有典型蠟染圖案的籠吉（lungi）是最常見的男性服裝。都市地區的人們通常穿著訂製的服裝，西式服裝也很流行。即使在農村地區，學校的男女學穿著的是西式校服。
此地區擁有豐富的美食，包括傳統的非素食和素食菜餚。傳統的用餐方式是用右手在香蕉葉上享用食物。米飯是當地餐飲中的主食。用小米製成的巴克利（Bhakri）和用小麥粉製成的印度薄餅（roti）或洽帕提（chapathi），佐以扁豆湯（dal），在該地區的北部和西部很受歡迎。在該地區的東部和南部，早餐常見的是以桑巴湯（sambar）和酸辣醬（chutney）搭配的蒸米漿糕（idli）和多薩（dosa），午餐則是米飯搭配桑巴湯和拉薩姆湯（rasam）。海德拉巴美食中則以其香飯（biryani）而聞名。
此地區孕育多種音樂和舞蹈形式，如庫契普迪舞、拉瓦尼舞、雅克沙加納舞和婆羅多舞。這裡有三種獨特的岩石建築風格：坦米爾那都邦和安德拉邦的達羅毗荼風格、卡納塔卡邦和泰倫加納邦的韋薩拉風格以及馬哈拉什特拉邦的納加拉風格。[在達羅毗荼風格建築中，寺廟有巨大的金字塔型大門（廓普蘭，位於環繞寺廟的四方形圍牆內，並設有大型柱式大廳。稱為維曼那的是建於寺廟內殿之上的類似結構，但通常會比廓普蘭為小。在納加拉風格建築中，寺廟擁有一座或多座希卡拉，這是一種類似於維曼那的塔。韋薩拉建築風格（Vesara style）則是前兩種建築風格的混合體。

## 交通

地圖，顯示公路分佈與人口密度。

此地區擁有由印度國道、邦道和其他道路組成的綿長公路網絡。連接印度主要城市的黃金四邊形公路專案也貫穿此地區。公共巴士服務主要由各邦的邦營運輸公司提供。
馬德拉斯鐵路公司設立於1845年，而大印度半島鐵路公司則於1849年成立。印度南方第一條主要鐵路線 - 連接馬德拉斯的羅亞浦拉姆和阿爾果德（於今日坦米爾那都邦），於1853年開始建設，並於1856年7月1日開始運作。尼扎姆保證國營鐵路公司於1879年成立，負責在當時的海德拉巴土邦修建鐵路線。同時也設立邁索爾王國鐵路公司，將馬德拉斯鐵路延伸至邁索爾王國。大印度半島鐵路公司於1880年建立以馬德拉斯為中心輻射狀的鐵路網絡。馬德拉斯和南方馬拉地鐵路公司於1908年1月1日由馬德拉斯鐵路公司和南方馬拉地鐵路公司合併而成。印度全國於1950年約有42家不同的鐵路公司，這些公司逐步合併，最終組成單一實體，即印度鐵路。馬德拉斯和南方馬拉地鐵路公司、南印度鐵路公司以及邁索爾邦鐵路公司於1951年4月14日合併成為南方鐵路公司，是印度首個區域鐵路公司。西部鐵路公司於1951年11月5日成立，南中央鐵路公司於1966年10月2日成立，西南鐵路則於2003年4月1日成立。ref name="NAIR"> (PDF) (报告). National Academy of Indian Railways.   [2024-01-01]. （原始内容存档 (PDF)于2024-01-08）.</ref>此地區的大部分都由這四個區域鐵路覆蓋，沿海地區的小部分則由東海岸鐵路和康坎鐵路覆蓋。在當地主要城市有捷運和通勤鐵路系統運作。
此地區的航空運輸始於1910年代後期，商業服務則於1930年代開始。當地擁有多個國際和國內機場。清奈國際機場是[[[印度機場管理局]]南方區域總部所在地，南方區域管轄安德拉邦、卡納塔卡邦、喀拉拉邦、坦米爾那都邦和泰倫加納邦。位於孟買的賈特拉帕蒂·希瓦吉·馬哈拉傑國際機場則服務馬哈拉什特拉邦。南方航空區域由印度空軍南方空軍司令部管轄，西北部區域則由西南空軍司令部管轄。

## 外部連結
- 维基共享资源上的相關多媒體資源：德干高原